# Planescape: Torment
Planescape: Torment är ett datorrollspel, som handlar om en mans desperata sökande efter sitt förflutna. Spelet släpptes 1999 och utvecklades av Black Isle Studios, spelet baserar sig på Advanced Dungeons & Dragons PlaneScape-kampanjvärld.

## Handling
Spelet öppnar med att huvudpersonen (The Nameless One) vaknar upp i ett bårhus utan att ha något minne av vad som hänt och hur han hamnat där. Den enda länken medan honom och hans förflutna är egendomliga tatueringar på hans kropp som visar sig vara delar av hans egna memoarer. I samma rum finns en dödskalle vid namn Morte som verkar känna huvudpersonen i viss mån. Morte berättar också att The Nameless One av någon orsak är odödlig.
Spelet fortsätter sedan ut i staden Sigil och vidare i Planescape-världens mystiska sfär där man möter demoner, änglar och andra varelser medan man söker efter svaret på vem man är och varför man är odödlig.

## Spelsätt
Planescape: Torment baseras på Infinity Engine, samma motor som Baldur's Gate och Icewind Dale-spelen baserade sig på. Spelet fungerar på mycket liknande sätt, perspektivet är isometriskt och striderna är i realtid med möjlighet att pausa. Spelet skiljer sig från de andra spelen gjorda med Infinity Engine genom att det är mycket mer dialogbaserat, där många pussel handlar om gåtor och klurigheter snarare än fysisk styrka och strider.
I övrigt är spelet baserat på Advanced Dungeons & Dragons och följer dess system så långt det går med tärningslag i bakgrunden och nivåer och yrken.